# 马尼 (约讷省)
马尼（法語：Magny，法語發音：[maɲi] ⓘ）是法国勃艮第-弗朗什-孔泰大区约讷省的一个市镇，位于该省南部，属于阿瓦隆区。

## 地理
马尼（47°28'51"N, 3°58'38"E）面积30.75 平方千米，位于法国勃艮第-弗朗什-孔泰大區约讷省，该省份为法国中北部内陆省份，西接卢瓦雷省，西北接塞纳-马恩省，南至涅夫勒省，东临科多尔省，东北与奥布省接壤。
与马尼接壤的市镇（或旧市镇、城区）包括：屈西莱福日、阿瓦隆、圣布朗谢、圣日耳曼德尚、索维尼勒布瓦、吉永泰尔普莱讷。
马尼的时区为UTC+01:00、UTC+02:00（夏令时）。

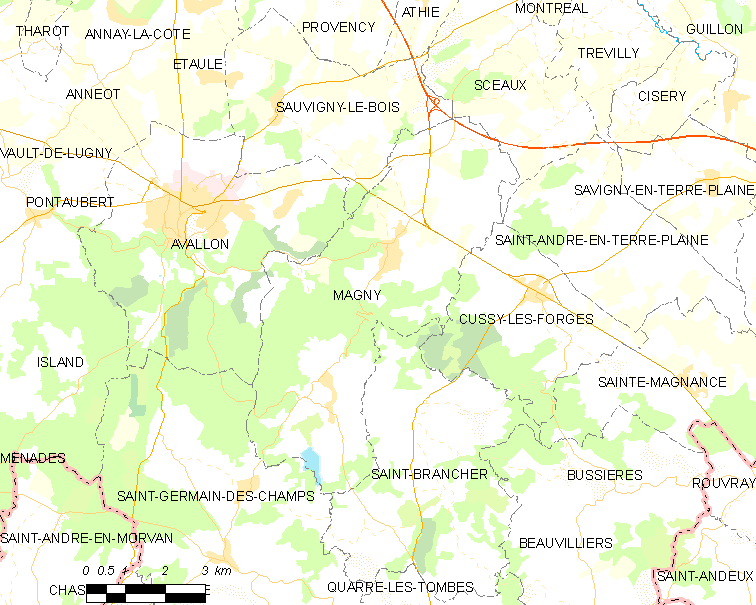
马尼的OSM定位图

## 行政
马尼的邮政编码为89200，INSEE市镇编码为89235。

## 政治
马尼所属的省级选区为阿瓦隆县。

## 人口

1962-2008年间马尼人口变化图示

马尼于2022年1月1日时的人口数量为872人。